# ارنی انگلستان
ارنی انگلستان (انگلیسی: Ernie England; ۳ فوریهٔ ۱۹۰۱ – ۱۹۸۲ (۸۰−۸۱ سال)) بازیکن فوتبال اهل بریتانیا بود.
از باشگاه‌هایی که در آن بازی کرده‌است می‌توان به باشگاه فوتبال منزفیلد تاون، باشگاه فوتبال ساندرلند، و باشگاه فوتبال وستهام یونایتد اشاره کرد.